# Desmodium parryi
Desmodium parryi är en ärtväxtart som beskrevs av William Botting Hemsley. Desmodium parryi ingår i släktet Desmodium och familjen ärtväxter. Inga underarter finns listade i Catalogue of Life.